# Ljubače
Ljubače su naseljeno mjesto u sastavu općine Tuzla, Federacija Bosne i Hercegovine, BiH.

## Povijest
Ljubače i Morančani prema vrelima naseljeni su prije 16. stoljeća. Izvješće iz tog stoljeća navodi Ljubače kao poznato selo s lijeve strane rijeke Jale, zapadno od sela Morančana. U tom stoljeću ubrajalo se u manja sela u ovoj nahiji. U prvoj polovini 16. stoljeća u njemu je bilo 16 domaćinstava, koje je do kraja stoljeća naraslo na 25 domova. Postojalo je jedno muslimansko domaćinstvo od prije 1533. godine, a kojem je zemlja poslije dobila baštinski karakter. Već sljedeća polovica stoljeća donosi prelazak baštine u kršćanske ruke i tada su Ljubače ostale kompaktno kršćanske. Nisu nastali nikakvi muslimanski posjedi niti je bio ikakva utjecaja iz kasabe. Vjerojatno je zbog toga što je selo bilo siromašno. Glavne ratarske kulture bile su pšenica te su još uspijevali zob i proso.
U istom ovom stoljeću postojalo je jedno selo koje danas više ne postoji, a na njegovu mjestu je ravni predio na području Ljubača. To je bilo srednje naseljeno selo Mošurke, u kojem se stanovništvo neprekidno povećavalo i imalo je 25 kuća 1548. godine, dok je 1600. godine opalo na 12 kuća. Početak četvrtog desetljeća 17. stoljeća dočekalo je sa samo dvije baštinske zemlje te se čini da naselje nije imalo dugu tradiciju.
Područje Ljubača pripadalo je Gostilja/Tuholj, a župa Gostilja pripadala je 1623. samostanu u Olovu. Šematizam Bosne Srebrene 1855. navodi da u župi Soli postoji naselje Ljubače s 20 katoličkih obitelji i 190 katolika.
Iz Ljubača je bila 115. brigada HVO-Zrinski Ljubače-Tuzla, dio Drugog korpusa Armije BiH.
Radovi na renoviranju objekta „Kuglane“ financirani su da bi se interijer prilagodio za potrebe nove ambulante. 1. travnja 2010. godine otvorena je nova ambulanta.

## Uprava
Ljubače su mjesna zajednica u općini Tuzli. Spadaju u ruralno područje općine Tuzle. U njima je 31. prosinca 2006. godine prema statističkim procjenama živjelo 1.520 stanovnika u 460 domaćinstava.

## Kultura
- HKUD Ljubače
- Hrvatski dom, osnovan 1994.[5]

## Gospodarstvo
- Mlin i pekara Ljubače. Do 2008. poslovao kao Mlin "Husinski rudar". Prema istraživanjima Zavoda za mlinsko-pekarske proizvode iz Novog Sada 2003., Mlin Husinski rudar, premda nije najveći u BiH, brašno koje ovdje proizvodi i plasira na domace tržište najviše je kvalitete.[6] Kvaliteta je osjetno poboljšanja mljevenjem visokokvalitetne americke, domaće i pšenice uvezene iz Madarske i Hrvatske.[7][8] Mlin i pekara d.d. Ljubače osnovano je 1950. godine kao Mlin "Husinski rudar". 2008. godine pripojilo mu se Pekare d.d. Tuzla, i od tada posluje pod nazivom Mlin i pekara d.d. Ljubače, Tuzla. Osnovna djelatnost Društva je proizvodnja mlinskih proizvoda. Krajem 2016. godine zapošljavao je 110 radnika.[9][10]
- Izvorište kisele vode Ljubačkog kiseljaka u zaseoku Galušićima.

## Stanovništvo
U naselju Ljubače većinom žive Hrvati, zatim Muslimani-Bošnjaci te manja skupina Roma. Romsko naselje približno 60 stanovnika romske nacionalnosti je u zapadnom dijelu Mjesne zajednice Ljubače, u zaseoku Breze, 8 km južno od Tuzle.
Među ovdašnjim prezimenima su Vilušić, Kovačević, Pejić, Stjepić, Josipović.
| Ljubače            |            |           |           |       |
| godina popisa      | 1991.      | 1981.     | 1971.     | 1961. |
| Hrvati             | 669        | 835       | 858       | 703   |
| Srbi               | 14         | 17        | 28        | 52    |
| Muslimani          | 132        | 105       | 105       | 31    |
| Jugoslaveni        | 180        | 59        | 9         | 47    |
| Albanci            |            |           |           | 3     |
| Crnogorci          |            |           |           | 1     |
| Slovenci           |            |           |           | 1     |
| ostali i nepoznato | 58 (5,50%) | 3 (0,29%) | 5 (0,49%) |       |
| ukupno             | 1053       | 1019      | 1005      | 838   |

## Poznati stanovnici
- Marinko Antunović - Bosanac (1. veljače 1959. – 10. prosinca 2001.), junak Domovinskog rata, pukovnik HV-a i heroj Vukovara, Dubrovnika, Bljeska i Oluje, pokopan uz vojne počasti u Aleji hrvatskih branitelja na zagrebačkom Mirogoju, tik uz grobove Zvonimira Červenka i Gojka Šuška[18]

## Šport i rekreacija
- NK Zrinski, nogometni klub, prije se zvao Bratstvo i zatim Mlinar
- Kuglana
- Kuglački klub Zrinski Ljubače
- Odred izviđača "Duga"[19]
- Malonogometni klub Mlinar, Ljubače. Osnivačka skupština održana je 17. veljače 2011. godine.[20]

## Vanjske poveznice
- Ljubače/Morančani
- Pecenje pecenice na Ljubacama, Tradicionalno pečenje pečenica na Vrtliću (Morančani.Ljubače), Branislav Pavicic, Datum objavljivanja: 25. pro 2016.
- Osnivanje hrvatskog doma 1994 Ljubace, Prilog sa TV TUZLA, ljubaceonline, Datum objavljivanja: 2. ožu 2008.
- OŠ Ljubače